# Bipolar transistor
En bipolar transistor (BJT, Bipolar Junction Transistor) er en af flere transistortyper, som er elektriske komponenter indlejret i en mikrochip og pakket ind i et hus med typisk tre tilledninger (også kaldet ben). bipolare transistorers formål i næsten al elektronik er at forstærke elektriske signaler (analog styring) eller fungere som en elektrisk kontakt (digital styring).
Den bipolare transistor var den fremherskende ind til midten af 1970'erne, da den er væsentligt mindre krævende at fremstille end felteffekttransistoren, som dog i dag antalsmæssigt er mere udbredt end den bipolare transistor undtagen til særlige anvendelser.

## Hvordan virker en bipolar transistor i praksis
Herunder beskrives nogle eksperimenter, man kan udføre med en bipolar transistor. Den har tre aktive elektroder og tilledninger kaldet emitter, basis og kollektor.
Når man udforsker en bipolar transistor elektrisk samtidig på de tre ben, som kaldes emitter, basis og kollektor, bliver resultatet overraskende pga. nogle kvantemekaniske effekter i den tynde basisregion.
Transistoren kan grundlæggende anvendes på tre måder kaldet jordet emitter-, jordet kollektor- og jordet basis-kobling i fagsprog.
Efter en del forsøg har man fundet ud af, at den måde at forbinde transistoren, der er mest generelt anvendelig, er at benytte emitteren forbundet til 0 V ('jord'), jordet-emitter-kobling. Her kobles indgangssignalet til basis og kollektoren bruges som udgang.
Så er spørgsmålet, om man skal anvende spændinger eller strømme som indgangs- og udgangssignaler. Selvfølgelig vil de fysiske størrelser strøm og spænding begge være tilstede, men hensigten er at finde et reproducerbart eksperiment, som kan forstærke (eller styre) signaler.

### Polaritet
En bipolar transistor findes i to polariteter; NPN og PNP:
- En NPN-transistors kollektor forudsættes at være positivt (eller nul) forspændt i forhold til emitter for at muliggøre styring via basis. Basis skal have en indadgående strøm og dermed positiv spænding i forhold til emitter, for at kunne styre kollektor til emitter strøm proportionalt.
- En PNP-transistors kollektor forudsættes at være negativt (eller nul) forspændt i forhold til emitter for at muliggøre styring via basis. Basis skal have en udadgående strøm og dermed negativ spænding i forhold til emitter, for at kunne styre kollektor til emitter strøm proportionalt.

### BC550: fysiske grænser
En af de bipolære NPN-transistorer, der sælges som standardkomponent, har typenummeret 'BC550'. Fabrikanterne af denne transistor har dimensioneret den således, at der maksimalt må løbe følgende strømme:
Ic < 100 mA
Ie < 100 mA
Ib < 50 mA

Udover strømgrænserne er der følgende spændingsgrænser, der skal overholdes:
Vce < 45 V
Veb < 5 V
Vcb < 50 V
Og så den sidste vigtige grænse: temperaturen inde i transistorchippen må maksimalt være 150 °C. 
Bliver nogen af ovenstående grænser højere end det opgivne, vil fabrikantens tekniske data, opgivet for transistoren, ændre sig permanent. Det er som regel til det dårligere.
Fabrikanten har målt, at der er en varmemodstand mellem chippen og den omgivende luft på 250 K/W. K står for kelvin (enhed for temperaturforskellen). W står for watt (enhed for effekten).
Er den omgivende lufttemperatur 25 °C, må der maksimalt afsættes følgende effekt i chippen:

{\displaystyle {\frac {T{maxchip}-T_{luft}}{Modstand_{chiptilluft}}}={\frac {150-25}{250}}=0,5watt}

### Forsøg 1: spændingsstyring
-Vi sætter: Vce=5 volt og husker en strømbegrænsning på 100 mA.
Ved anvendelse af spændingsstyring af input (Vbe), finder man ud af Ic stiger og falder kraftigt med chiptemperaturen for spændinger mellem 0,6..0,8 V (max. 50 mA). Det er smart til termometerbrug, men ikke til forstærkerbrug. Hvad skete der med Ib og Ic – de ændrer sig meget med temperaturen: Ved Vbe = 0,6 V (0 °C < Tchip < 150 °C) er 0 =< Ic =< 100 mA og 0 =< Ib =< 50 mA. Så dette eksperiments signalforstærker resultat er ikke særligt reproducerbart.

### Forsøg 2: strømstyring
-Vi sætter igen: Vce=5 volt og husker en strømbegrænsning på 100 mA.
Ved anvendelse af strømstyring af input (Ib), finder man ud af, at strømmen Ic er næsten en konstant faktor af Ib. Fordi Ic/Ib næsten er konstant for varierende Ib, har man givet den et navn: Strømforstærkningsfaktoren og benævnelsen beta, Hfe eller hFE. Den er nogenlunde konstant overfor Tchip-ændringer og Vce > 1 V. Typisk er Hfe i følgende interval: 10 < Hfe < 800. En BC550C har typisk: 270 < Hfe < 600 og en BC550B typisk 150 < Hfe < 300 for 0,01 mA < Ic < 100 mA. Den maksimale Hfe for BC550 er typisk ved Ic = 10 mA.
(Faktisk er det hældningen ΔIc/ΔIb som er mest interessant i signalforstærkere).

### Hvorfor er det interessant med strømforstærkning?
Det er det fordi vi er interesseret i at forstærke signaler. Det at forstærke vil sige at gange med en fast faktor, uafhængig af input-signalets styrke. F.eks. er spændingen mellem en svag og stærk radiokanal 7,5 μV og 75 mV RMS på en radioantenne ved en belastning på 75 ohm. Via Ohms lov kan vi regne strømmen ud til at være mellem 0,1 μA og 1 mA RMS. Skal vi lytte til lyden fra en radiokanal, skal vi strømforstærke mellem 1.000.000 og 100 gange, for at vi kan høre radiokanalen i højttaleren. Her forudsættes en strøm på 100 mA RMS i en højttaler på f.eks. 8 ohm. RMS-effekten i højttaleren er ifølge Ohms lov så: I^2*R= (100 mA)^2 * 8 ohm = 0,08 Watt RMS.
Kort og godt opfører en transistor i fælles emitter-kobling i det lineære arbejdsområde omtrent som en strømstyret strømgenerator.

### Data på moderne typer
- BC550 NPN Arkiveret 25. februar 2007 hos  Wayback Machine